# Коврижка (приток Селиткана)
Коврижка — река в Амурской области России, правый приток Селиткана. Исток — на склонах хребта Ям-Алинь. Длина — 26 км, площадь водосборного бассейна — 231 км².

## Данные водного реестра
По данным государственного водного реестра России относится к Амурскому бассейновому округу, речной бассейн реки Амур, речной подбассейн реки — Зея, водохозяйственный участок реки — Селемджа.
Код объекта в государственном водном реестре — 20030400312118100034692.